# Abelox
Abelox (greco: Αβίλυξ; fl. III secolo a.C.) è stato un nobile spagnolo, al tempo della Seconda guerra punica.

## Biografia
Abelox era originario di Sagunto ed in origine amico dei Cartaginesi.

In seguito, vedendo che le cose non volgevano al meglio per i Cartaginesi, pensò bene di passare dalla parte romana.
Per raggiungere questo fine, Abelox consigliò Bostare, comandante cartaginese di Sagunto, di riconsegnare gli ostaggi iberici alle proprie famiglie, così da ingraziarsi la popolazione locale. Egli stesso si offrì di accompagnarli alle loro case.
Bostare acconsentì; Abelox, ricevuti gli ostaggi, finse di cadere in una imboscata e consegnò gli ostaggi ai comandanti romani Publio Cornelio Scipione e Gneo Cornelio Scipione. Questi, a loro volta, misero in atto il piano di Abelox e riconsegnarono gli ostaggi alle loro famiglie, ottenendo l'amicizia e la riconoscenza delle popolazioni iberiche .